# Pornogrind
Pornogrind, também chamado de Porngrind, é um subgênero musical do Grindcore e Death metal que incorpora letras sobre temas sexuais adversos em sua música. Várias bandas de Porngrind usa-se efeitos no Pig Squeal, igual em bandas de Goregrind.  Normalmente a bateria tem uma linha super acelerada e depois vai para uma linha mais tranquila. Porngrind retrata temáticas como sexo, estupro, necrofilia, aborto e afins.
Alguns exemplos incluem: Cock and Ball Torture, Spasm, Gut e Rompeprop.